# Ohne

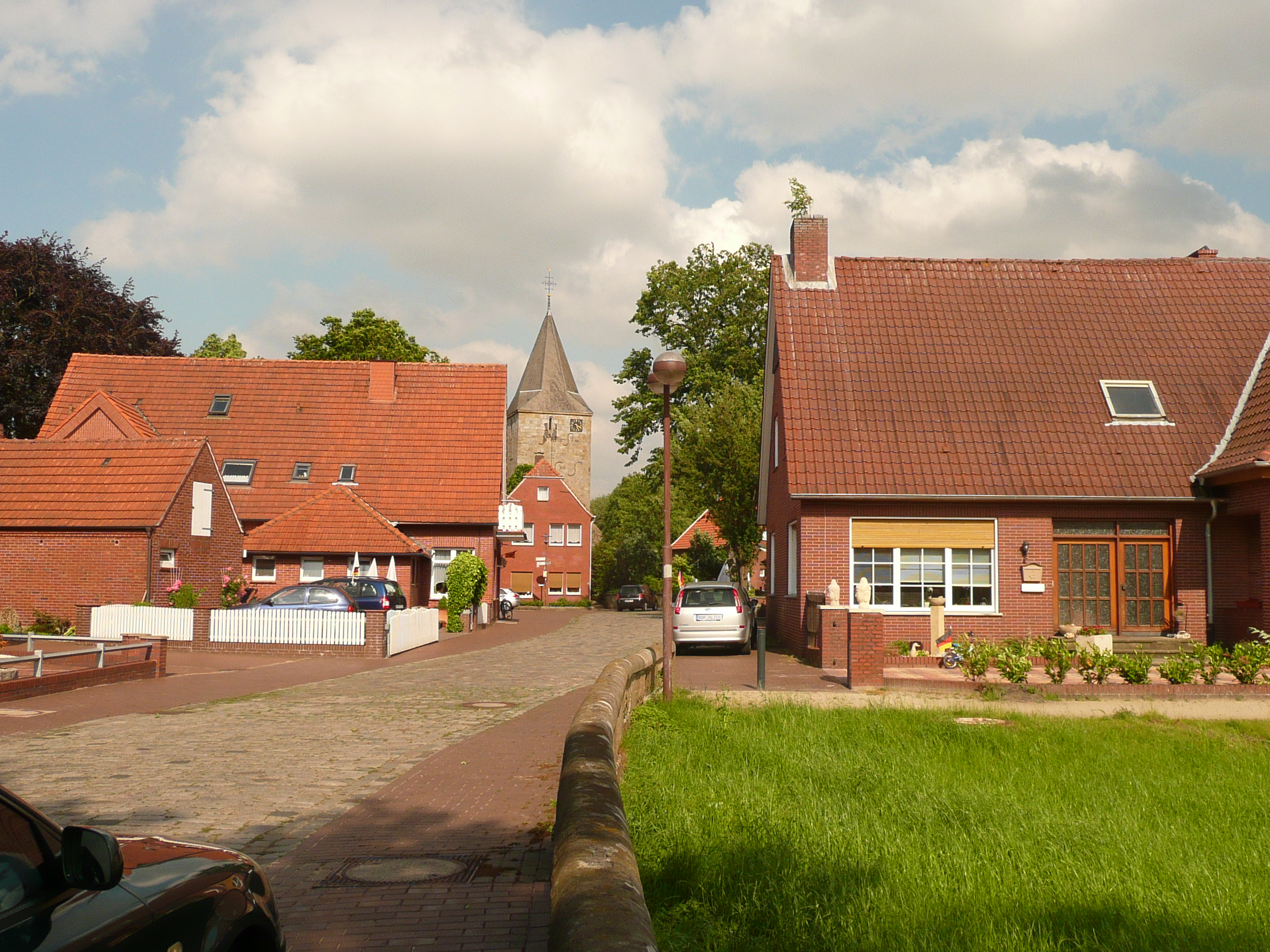
Ortsmitte

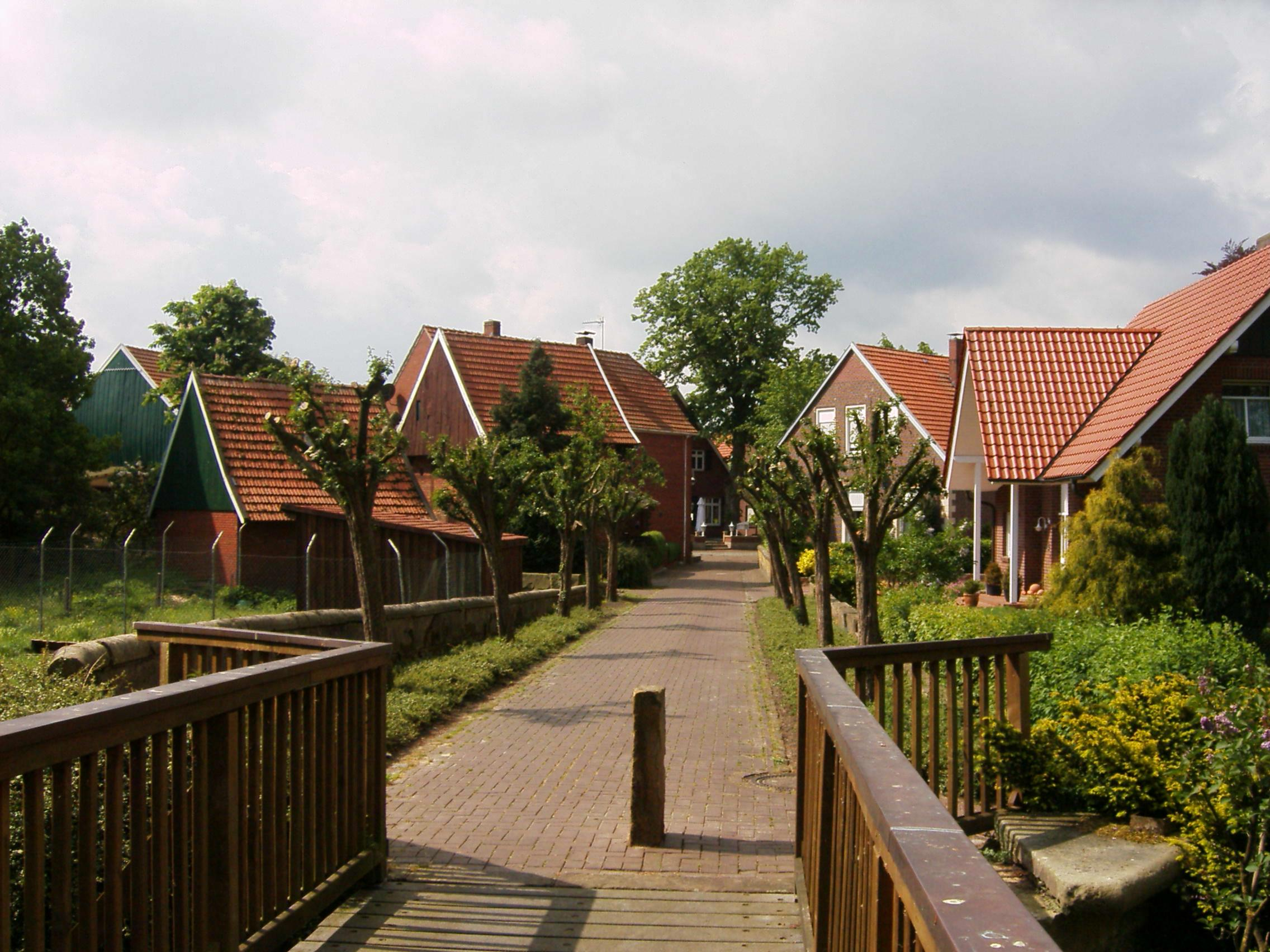
Weg von der Vechtebrücke in den Dorfkern

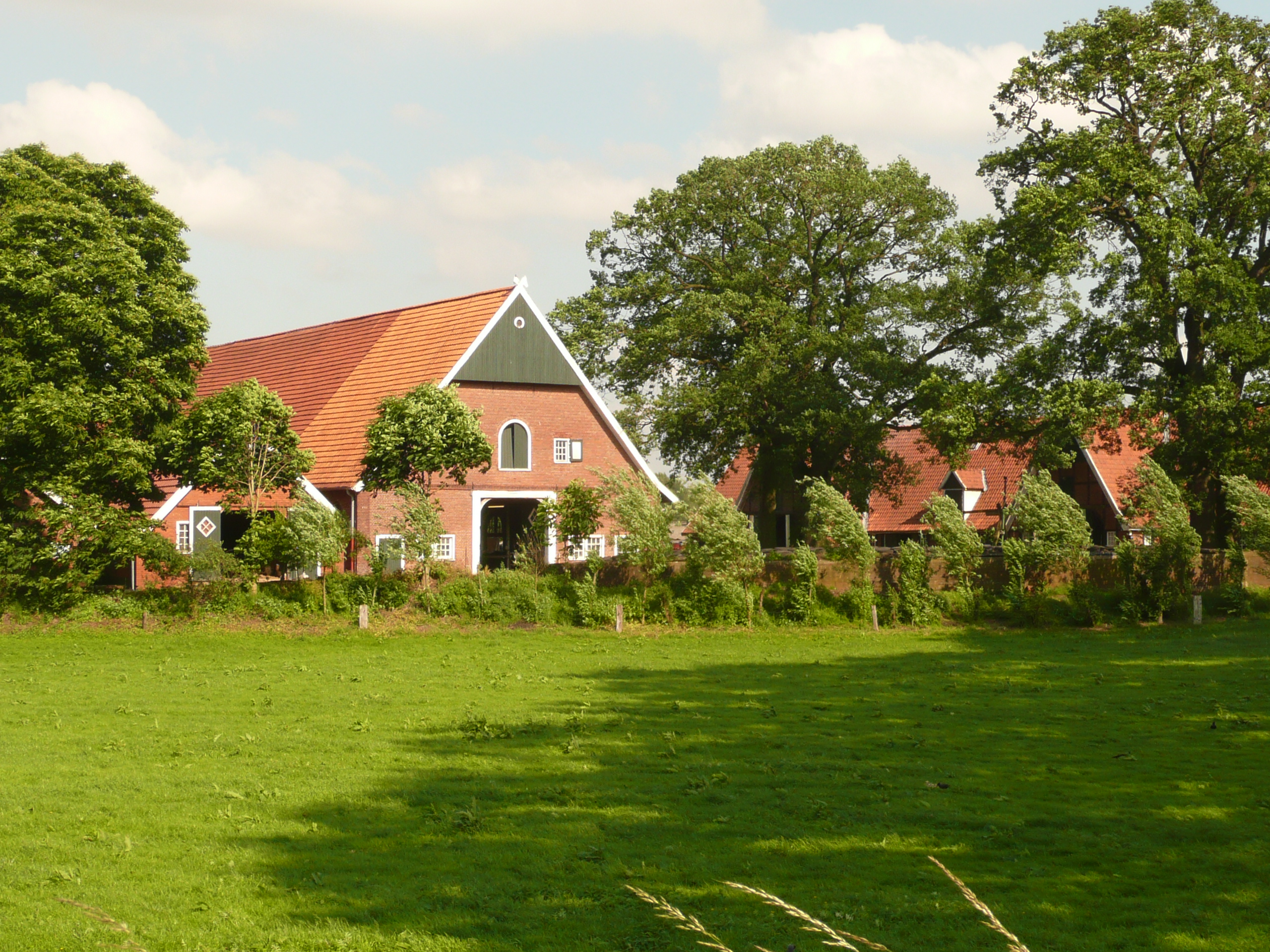
Hofanlage an der Vechte

Ohne ist eine der ältesten Siedlungen im westlichen Niedersachsen und zählt zu den kleinen Gemeinden in Niedersachsen. Ohne gehört der Samtgemeinde Schüttorf im Landkreis Grafschaft Bentheim an.

## Geographie

### Geographische Lage
Ohne grenzt im Süden an den Kreis Steinfurt (Nordrhein-Westfalen) und im Osten an den Landkreis Emsland. Die Nachbargemeinde Samern umschließt den Ort im Norden und im Westen.
Die Gemeinde gehört der Samtgemeinde Schüttorf an, die ihren Verwaltungssitz in der Stadt Schüttorf hat.

### Nachbargemeinden
Nachbargemeinden sind Samern, Salzbergen (Emsland) und Wettringen (Kreis Steinfurt, Nordrhein-Westfalen).

## Geschichte
Das Gebiet wurde schon in der Altsteinzeit besiedelt. Der Ortsname wurde 1213 erstmals in einsilbiger Form „ON“ erwähnt. Die Gründung des Dorfes  „Oen“ (Ohne) erfolgte durch fränkische Einwanderer in der Karolingerzeit. Es ist ein Haufendorf, das zugleich als Wehrdorf diente.
Die Gemeinde Ohne im äußersten Südosten bzw. Süden der Samtgemeinde Schüttorf weist eine ausgeprägte, sehr kompakte dörfliche Lage auf und liegt direkt an einer Furt der Vechte. Mit einem eigenständigen Dorfmittelpunkt oberhalb des Vechtetals ist die Siedlungsentwicklung von Ohne, anders als in den übrigen ländlichen Gemeinden, nicht durch Streulagen, sondern durch eine Häufung von Ansiedlungen und Gebäuden geprägt. Selbst die in Einzellage gelegenen Gehöfte weisen noch eine relativ große Nähe zur Dorflage mit Kirche, Spielkreis und sonstigen dorftypischen Einrichtungen auf. Am Rande der ursprünglichen Kernlage des Dorfes hat sich eine Ausdehnung der Siedlungsentwicklung vollzogen. Für die heutige Ausprägung waren nicht zuletzt das Tal der Vechte mit seinem umfangreichen Überschwemmungsgebiet und in der jüngeren Vergangenheit die Hoflage in unmittelbarer Dorflage maßgeblich.
Außerhalb der Dorflage wird das Gemeindegebiet durch weitläufige landwirtschaftliche Flächen (auch ohne Hoflagen) und im äußersten Westen durch die nach Bad Bentheim übergehenden Waldflächen geprägt.
Der Ort hat sich seine dörfliche Prägung erhalten. L 68 und K 25 halten den Durchgangsverkehr von der eigentlichen Dorfstraße fern. Der im Zentrum gelegene Dorfplatz, auf dem ehemals das Kriegerdenkmal stand, wird geprägt von altem Baumbestand: vier als Kopfbäume geschnittenen Linden, eine weitere Linde mit normaler beschnittener Krone und zwei hochstämmige Rotdorne. Der Platz erfüllt weiterhin Verkehrsfunktionen. Die Fahrspuren sind mit Natursteinen gepflastert, die Parkflächen mit rotem Pflasterklinker. Für die Fassaden der angrenzenden Gebäude wurden einheitlich rote Backsteine bzw. rote Klinkerverblendung verwendet.
Die Kirche des Ortes liegt untypischerweise nicht direkt am Platz, sondern in zweiter Reihe.

Vom Platz führt ein mit hochstämmigem Rotdorn bestandener Weg an der Rückseite der Kirche auf eine Holzbrücke über die Vechte. Östlich des Flusses setzt sich der Weg, beiderseits von Hecken gesäumt, fort und endet als Radweg an der Kreisstraße. Zwei touristische Radwegeprojekte, die  „Grafschafter Fietsentour“  und die „Vechtetalroute“, führen durch den Ort.
Unweit des Dorfes befindet sich der Windpark Quendorf (9,2 Megawatt), der im Mai 2013 fertiggestellt wurde.

## Politik

### Gemeinderat
Der Gemeinderat in Ohne setzt sich aus neun Mitgliedern zusammen. Die Ratsmitglieder werden durch eine Kommunalwahl für jeweils fünf Jahre gewählt. Die aktuelle Amtszeit begann am 1. November 2021 und endet am 31. Oktober 2026.
| Partei                        | 2021 | 2016 |
| ----------------------------- | ---- | ---- |
| Wählergemeinschaft Ohne (WGO) | 9    | 9    |

### Bürgermeister
Die nachfolgenden Bürgermeister (bis 1934 Gemeindevorsteher) der Gemeinde sind dokumentiert:
| Name                | von  | bis   |
| ------------------- | ---- | ----- |
| Pott                | 1891 | 1901  |
| H. Feldmann         | 1901 | 1924  |
| Bernhard Eilering   | 1924 | 1933  |
| Johann Wilbrand     | 1933 | 1946  |
| Heinrich Lamann     | 1946 | 1971  |
| Albert Klinge       | 1971 | 1989  |
| Heinrich Wessels    | 1989 | 2006  |
| Johann Ruschulte    | 2006 | 2011  |
| Charlotte Ruschulte | 2011 | heute |

## Kultur und Sehenswürdigkeiten

### Vereine
- Schützenverein Ohne-Haddorf e. V. (gegründet 1827)
- Spielmannszug Ohne-Haddorf e. V. (gegründet 1904)
- Ortsfeuerwehr Ohne (gegründet 1934)
- Landjugend Samern-Ohne (gegründet 1947)
- Landfrauenverein Samern-Suddendorf-Ohne (gegründet 1949)
- Sport- und Spielvereinigung Ohne e. V. (gegründet 1966)
- Schießsport-Freunde Ohne-Haddorf e. V. (gegründet 1999)
- Heimatverein Ohne (gegründet 2004)
- Bürgerbusverein Schüttorf-Ohne-Wettringen (gegründet 2006)
- Gospelchor Ohne (gegründet 2007)

Eine Besonderheit ist, dass sich einige Vereine aus Mitgliedern aus den Orten Ohne (Niedersachsen) und Haddorf (NRW), also länderübergreifend, zusammensetzen.

### Bauwerke

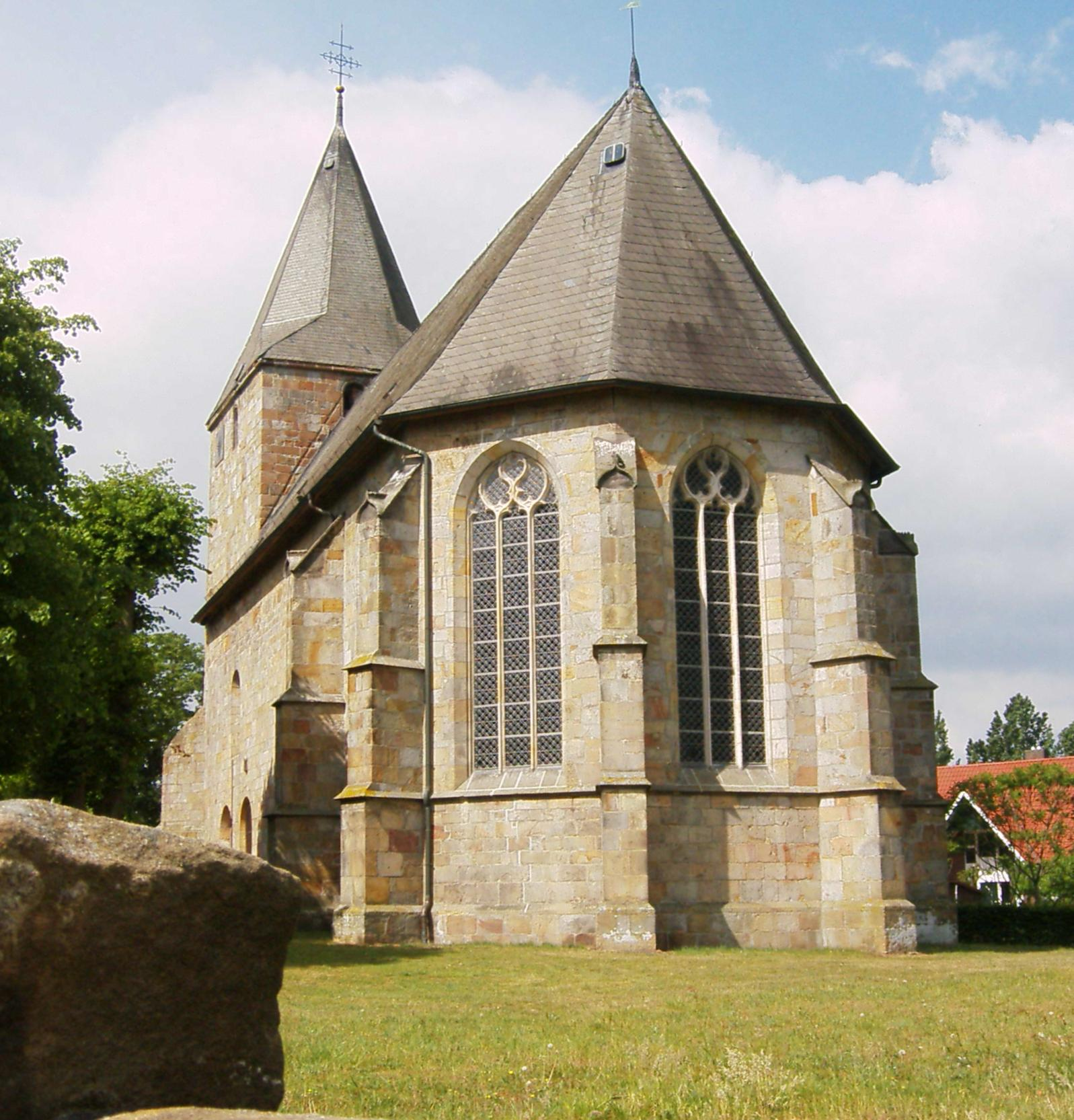
Ev.-ref. Kirche

- Die evangelisch-reformierte Kirche zählt zu den ältesten Gotteshäusern der Grafschaft Bentheim, Teile stammen aus der ersten Hälfte des 13. Jahrhunderts. Ein Brand am Himmelfahrtstag 1757 verursachte erhebliche Schäden am Turm und Dachstuhl, die erst 1764 behoben waren. Davon zeugt eine übergroße Inschrift an der Turmfront: „RENOVEERT 1764“. Ohne erhielt im 12. Jahrhundert eine feste Kirche, die vom Utrechter Missionar Ludger geweiht wurde. In der Folgezeit kam die Bezeichnung „God-Ohne“ auf. Sie soll auf ein Kruzifix in der Kirche hinweisen, das bereits im 9. Jahrhundert als Symbol der Kirchengemeinde galt.[5] Der älteste Teil der Kirche aus dem 13. Jahrhundert ist im romanischen Stil gebaut. Erweiterungen im 15. Jahrhundert wurden im gotischen Stil gebaut. In der Kirche befindet sich ein 1,10 Meter hoher Taufstein des „Bentheimer Typs“, welcher einer der ältesten der Grafschaft ist.[6]

- Seit 2012 steht das raumsichten-Brückenkunstwerk Laßnitz von Hans Schabus, eine ausgediente Eisenbahnbrücke der Graz-Köflacher Bahn aus Deutschlandsberg, in Ohne.[7] Das Brückentragwerk steht auf zwei Betonfundamenten und überspannt die Vechte an der Grenze zwischen Niedersachsen und Nordrhein-Westfalen.

- Im Zuge der Poststraße Rheine–Oldenzaal erhielt Ohne 1771 – trotz heftigen Einspruchs seitens der Stadt Schüttorf – seine erste feste Vechtebrücke. Ende der 1960er Jahre wurde eine neue Stahlbetonbrücke errichtet.[8]

### Regelmäßige Veranstaltungen
- Kirmes (am ersten Sonntag im September und am Dienstag danach)
- Weihnachtsmarkt der evangelisch-reformierten Kirchengemeinde (am Samstag vor dem 1. Advent)
- Schützenfest (am 2. Wochenende im Juni, Samstag bis Montag)

## Wirtschaft und Infrastruktur

### Verkehr
Die Autobahn A 31 ist in 8 km Entfernung von der Gemeinde aus erreichbar.
Seit Anfang Mai 2007 fährt die Bürgerbus-Linie 61 der Verkehrsgemeinschaft Grafschaft Bentheim von Schüttorf über Samern, Ohne, Bilk nach Wettringen und über Haddorf, Ohne und Samern zurück nach Schüttorf.

### Medien
Ohne liegt im Einzugsgebiet der Grafschafter Nachrichten.

### Öffentliche Einrichtungen

#### Kindergarten
Der Kindergarten „Ohner Waldmäuse“ wurde im Jahre 1972 als Kinderspielkreis gegründet und 2011 in einen Kindergarten umgewandelt.
2015 wurde der Kindergarten geschlossen und der gemeinsame Kindergarten „Die Pfefferkörner“ für die Kinder aus Ohne, Samern und Suddendorf in Samern am Sportgelände eröffnet.

#### Ortsfeuerwehr Ohne
Die Ortsfeuerwehr Ohne wurde am 29. Juli 1934 gegründet. Die Ortsfeuerwehr Ohne ist eine Stützpunktfeuerwehr der Freiwilligen Feuerwehr Schüttorf. Es stehen ein Tanklöschfahrzeug, ein Löschgruppenfahrzeug, ein Gerätewagen Logistik und ein Mannschaftstransportfahrzeug zur Verfügung.

## Persönlichkeiten
- Wessel Friedrich Visch (1773–1860), reformierter Prediger, Lyriker, Historiker

## Trivium
Im Juni 2022 erhielt die Gemeinde eine neue Ortshinweistafel, die der Hersteller ohne Aufschrift lieferte. Den bei der Bestellung angegebenen Ortsnamen „Ohne“ hatte das Unternehmen als Bestellung „ohne Aufschrift“ fehlinterpretiert. Die Beschriftung wurde nachgeliefert.